# J・ハートリー・マナーズ
J・ハートリー・マナーズ（J. Hartley Manners、1870年8月10日 - 1928年12月19日）は、アメリカ合衆国の劇作家。

## 作品
- 母を死守して
- ローマの一夜